# 高橋知伽江
高橋 知伽江（たかはし ちかえ、1956年 - ）は、日本の劇作家、翻訳家。新潟県新潟市出身。
東京外国語大学ロシア語学科卒業。劇団四季、新神戸オリエンタル劇場を経て、1997年よりフリーランスで演劇台本の執筆、翻訳、訳詞などを手がけている。
2011年、ノエル・カワードによる戯曲『秘密はうたう A Song at Twilight』『出番を待ちながら』の翻訳により第4回小田島雄志・翻訳戯曲賞を受賞。2013年4月～2017年３月、水戸芸術館演劇部門芸術監督。
2016年第23回読売演劇大賞優秀スタッフ賞受賞（劇団四季『アラジン』の訳詞）
2003年夏以前に上演されたものは、本名（高橋 由美子）で発表されている。

## 主な脚本
- オリジナルミュージカル『チンチン電車と女学生』（平成22年度大阪文化祭賞奨励賞受賞）
- 音楽朗読劇『モリー先生との火曜日』（光枝明彦・吉原光夫、土居裕子）
- アトリエ・ダンカン製作オリジナルミュージカル『ヒロイン』『NEWヒロイン』（榊原郁恵、石野真子、松本伊代、早見優、他）
- 兵庫県立芸術文化センター製作『神戸 はばたきの坂』（剣幸、土居裕子、他）
- わらび座・坊っちゃん劇場製作オリジナルミュージカル『鶴姫伝説』『誓いのコイン』
- 水戸芸術館制作・音楽劇『夜のピクニック』（2016年、2020年）
- NO4制作オリジナルミュージカル『手紙』（東野圭吾原作）（2016年、2017年）
- 梅田芸術劇場制作オリジナルミュージカル『Romale ～ロマを生き抜いた女 カルメン～』（2018年、花總まり、松下優也）
- CATプロデュース制作オリジナルミュージカル『DAY ZERO』（同名のアメリカ映画に基づく）
- ホリプロ制作オリジナルミュージカル『生きる』（黒澤明監督の同名映画に基づく）
- 劇団四季ミュージカル『バケモノの子』（2022年）（脚本・歌詞）
- オリジナルミュージカル『COLOR』（2022年）（脚本・歌詞）[6]
- 劇団四季ミュージカル『ゴースト&レディ』（2024年）（脚本・歌詞）

## 舞台以外
- NHK広島放送局開局80周年記念ラジオドラマ『放送を続けよ！』（平成20年文化庁芸術祭ラジオ部門大賞受賞）
- NHK広島放送局制作ラジオ『あの日、母は少女だった』（平成28年度文化庁芸術祭ラジオ部門大賞受賞）
- 『魔法にかけられて』『塔の上のラプンツェル』『アナと雪の女王』[7]、実写版『美女と野獣』などのディズニー映画で訳詞を担当

## 主な翻訳
- 劇団四季ミュージカル『李香蘭』(「松花江上」訳詞、高橋由美子名義)
- 劇団四季ミュージカル『クレイジー・フォー・ユー』（翻訳、和田誠と共同訳詞）
- 博品館・ピュアマリー公演ミュージカル『ステッピングアウト』（前田美波里主演）
- CX主催ミュージカル『NEVER GONNA DANCE』（坂本昌行主演）
- CX主催ミュージカル『モダン・ミリー』（紫吹淳主演）
- CAT製作『セレブの資格』（若尾文子主演、ノエル・カワード作）[3]
- ミュージカル『ビューティフル・ゲーム』（訳詞）
- 劇団四季ミュージカル『アラジン』（訳詞）（第23回読売演劇大賞優秀スタッフ賞受賞）
- 劇団四季ミュージカル『ノートルダムの鐘』（翻訳、訳詞）
- 劇団青年座『砂漠のクリスマス　OTHER DESERT CITIES』
- 梅田芸術劇場製作ミュージカル『パジャマゲーム』（北翔海莉主演）
- 東宝・ホリプロ制作『リトル・ナイト・ミュージック』（大竹しのぶ、風間杜夫）
- 劇団四季ミュージカル『アナと雪の女王』（翻訳、訳詞）
- ホリプロ制作ミュージカル「アリージャンス〜忠誠〜」(翻訳、訳詞)
- 劇団四季ミュージカル『美女と野獣』（訳詞（「チェンジ・イン・ミー」））